# 京都府道10号大山崎大枝線
京都府道10号大山崎大枝線（きょうとふどう10ごう おおやまざきおおえせん）は、京都府乙訓郡大山崎町大山崎を起点に京都市西京区大枝沓掛町に至る府道（主要地方道）である。

## 概要
別名、西国街道 - 丹波街道。
主要地方道ではあるが、京都市西京区大原野、長岡京市井ノ内付近で一部狭窄な区間があり道路幅が車1台分しかない部分も存在する。
だが、府南部地域と府北部地域を市内を迂回して結ぶ道であるため道路幅の割に交通量は多い。
このため当府道の拡幅やバイパス道路である都市計画道路沓掛上羽線や石見下海印寺線が事業中で、またほぼ並行するように自動車専用道路である京都縦貫自動車道（京都第二外環状道路）が整備されている。
終点付近の京都市西京区大枝は富有柿の産地で沿道には柿園や直売所が多く、10月下旬の収穫期になると直売所の軒先にたくさんの柿が並ぶ風景が見られる。このことから「柿街道」とも呼ばれる。

### 路線データ
- 起点：乙訓郡大山崎町大山崎
- 終点：京都市西京区大枝沓掛町

## 歴史
- 1976年（昭和51年）4月1日 - 建設省（現・国土交通省）が主要地方道に指定。
- 1977年（昭和52年）6月9日 - 主要地方道大山崎大枝線を認定。もともと府道10号は1955年 - 1970年まで主要地方道福知山宮津線（現在の国道176号の一部）で使われていた。
- 1993年（平成5年）5月11日 - 建設省から、府道大山崎大枝線が大山崎大枝線として主要地方道に再指定される[1]。

## 路線状況

### 重複区間
- 京都府道67号西京高槻線（乙訓郡大山崎町大山崎 - 乙訓郡大山崎町円明寺）
- 京都府道212号下植野大山崎線（乙訓郡大山崎町円明寺土辺 - 乙訓郡大山崎町円明寺）
- 京都府道67号西京高槻線（乙訓郡大山崎町円明寺一丁田 - 長岡京市調子・調子八角交差点）
- 京都府道204号奥海印寺納所線（長岡京市調子 - 長岡京市調子・調子八角交差点）
- 京都府道79号伏見柳谷高槻線（長岡京市天神 地内）
- 京都府道209号長法寺向日線（長岡京市光明寺前交差点 - 長岡京市光明寺道交差点）
- 京都府道208号向日善峰線（長岡京市広海道交差点 - 長岡京市向イ芝交差点）

## 地理

### 通過する自治体
- 乙訓郡大山崎町
- 長岡京市
- 京都市（西京区）

### 交差する道路
- 京都府道67号西京高槻線 西国街道・京都府道212号下植野大山崎線（乙訓郡大山崎町大山崎、起点）
- 京都府道67号西京高槻線（乙訓郡大山崎町円明寺）
- 京都府道204号奥海印寺納所線（長岡京市調子）
- 京都府道10号大山崎大枝線 長岡京市支線（京都府道67号西京高槻線 重複）（長岡京市調子・調子2丁目交差点）
- 京都府道67号西京高槻線・京都府道204号奥海印寺納所線（長岡京市調子・調子八角交差点）
- E9京都縦貫自動車道（国道478号）長岡京IC
- 京都府道210号開田長岡京停車場線 (天神通)（長岡京市天神・長岡天満宮前交差点）
- 京都府道79号伏見柳谷高槻線（長岡京市天神）
- 京都府道79号伏見柳谷高槻線（長岡京市天神）
- 京都府道209号長法寺向日線 (光明寺道)（長岡京市今里蓮ケ糸）
- 京都府道208号向日善峰線 (善峰道)（長岡京市今里向イ芝）
- 京都府道733号柚原向日線（京都市西京区大原野上里北ノ町）
- 京都府道140号灰方中山線（京都市西京区大原野北春日町）
- 京都府道141号小塩山大原野線（京都市西京区大原野北春日町）
- 京都府道10号大山崎大枝線 京都市支線（京都市西京区大枝西長町）
- E9 京都縦貫自動車道（国道478号）沓掛IC・国道9号 山陰道（京都市西京区大枝沓掛町・沓掛交差点）

長岡京市支線
- 国道171号（乙訓郡大山崎町円明寺鎌田）
- 京都府道14号大阪高槻京都線（同上）
- 京都府道212号下植野大山崎線（乙訓郡大山崎町円明寺土辺）
- 京都府道212号下植野大山崎線（乙訓郡大山崎町円明寺）
- 京都府道67号西京高槻線・京都府道212号下植野大山崎線（乙訓郡大山崎町円明寺一丁田）
- 京都府道10号大山崎大枝線（京都府道204号奥海印寺納所線 重複）（長岡京市調子・調子2丁目交差点）

京都市支線
- E9京都縦貫自動車道（国道478号）大原野IC
- 京都府道10号大山崎大枝線（京都市西京区大枝西長町）

### 沿線にある施設など
- 大山崎町立大山崎小学校
- 大山崎町役場
- 長岡病院
- NTT西日本 京都支店長岡京別館
- 長岡京花山郵便局
- 長岡京市長岡公園、長岡天満宮
- 西友 長岡店
- 長岡京市立図書館
- 長岡京市立中央公民館
- 長岡京市立長岡中学校
- 長岡京天神郵便局
- 長岡京市立長法寺小学校
- 社団法人恩賜財団 済生会京都府病院
- 長岡京市西山公園体育館
- 長法寺七ツ塚古墳五号墳
- 京都西山短期大学
- 光明寺
- 京都市立大原野中学校
- 竹の里公園
- 京都府立洛西高等学校
- 京都市立芸術大学